# Nacereddine Khoualed
Nacereddine Khoualed (Biskra, 16 april 1986) is een Algerijns voetballer die doorgaans speelt als middenvelder. In september 2020 verruilde hij MC Oran voor US Biskra. Khoualed maakte in 2013 zijn debuut in het Algerijns voetbalelftal.

## Clubcarrière
Khoualed werd geboren in de plaats Biskra en speelde in de jeugdopleiding van de plaatselijke club US Biskra. Tussen 2003 en 2006 was hij er tevens actief in het eerste elftal. In 2006 verkaste hij naar USM Alger. Hij wist op 30 maart 2009 zijn eerste doelpunt te maken in dienst van Alger, toen er met 3–1 verloren werd op bezoek bij USM El Harrach. In 2013 werden er twee prijzen binnengehaald, namelijk de Algerijnse beker en de UAFA Club Cup. In 2014 kon Khoualed ook nog de Algerijnse supercup achter zijn naam zetten. In januari 2018 maakte de middenvelder de overstap naar het Saoedische Ohod Club. Na een halfjaar keerde Khoualed terug naar Algerije, waar hij ging spelen voor MC Oran. Zijn eerste profclub US Biskra nam hem in september 2020 onder contract voor twee jaar.

## Interlandcarrière
Khoualed maakte zijn debuut in het Algerijns voetbalelftal op 25 mei 2013. Op die dag werd een vriendschappelijke wedstrijd tegen Mauritanië met 1–0 gewonnen. De middenvelder mocht van bondscoach Vahid Halilhodžić in de basis starten en hij speelde het gehele duel mee. Op 12 mei 2014 werd bekendgemaakt dat Khoualed onderdeel uitmaakte van de Algerijnse voorselectie voor het WK 2014 in Brazilië. Voor de definitieve selectie viel Khoualed af.
| Interlands van Naceraddine Khoualed voor Algerije | Interlands van Naceraddine Khoualed voor Algerije | Interlands van Naceraddine Khoualed voor Algerije | Interlands van Naceraddine Khoualed voor Algerije | Interlands van Naceraddine Khoualed voor Algerije | Interlands van Naceraddine Khoualed voor Algerije |
| №                                                 | Datum                                             | Wedstrijd                                         | Uitslag                                           | Competitie                                        | Goals                                             |
| Als speler bij USM Alger                          | Als speler bij USM Alger                          | Als speler bij USM Alger                          | Als speler bij USM Alger                          | Als speler bij USM Alger                          | Als speler bij USM Alger                          |
| ------------------------------------------------- | ------------------------------------------------- | ------------------------------------------------- | ------------------------------------------------- | ------------------------------------------------- | ------------------------------------------------- |
| 1                                                 | 25 mei 2013                                       | Algerije – Mauritanië                             | 1 – 0                                             | Vriendschappelijk                                 |                                                   |
| 2                                                 | 14 augustus 2013                                  | Algerije – Guinee                                 | 2 – 2                                             | Vriendschappelijk                                 |                                                   |
| 3                                                 | 10 september 2013                                 | Algerije – Mali                                   | 1 – 0                                             | WK 2014 kwalificatie                              |                                                   |
| 4                                                 | 19 november 2013                                  | Algerije – Burkina Faso                           | 1 – 0                                             | WK 2014 kwalificatie                              |                                                   |

## Erelijst
| National 1    | 2 | 2013/14, 2015/16 |
| Beker         | 1 | 2012/13          |
| UAFA Club Cup | 1 | 2012/13          |